# Rosa Núñez
Carmen Rosa Núñez Campos (Chota 11 de mayo de 1954) es una educadora, empresaria y política peruana. Fue congresista de la república en reemplazo de Michael Urtecho, desde enero del 2014 hasta julio del 2016.

## Biografía
Nació en el distrito de Chota, ubicado en la ciudad de Cajamarca, el 11 de mayo de 1954.
Realizó sus estudios primarios en la Escuela de Mujeres N.º 62 de Chota y los secundarios en el GVE. Elvira García y García de Chiclayo. Estudió la carrera de Educadora en la Universidad Nacional de Trujillo.
Rosa Núñez era casada con César Acuña, líder del partido Alianza para el Progreso y presidente del Gobierno Regional de La Libertad, y ambos fundaron la Universidad César Vallejo. Núñez laboró como gerenta general en la sede de Piura y en la sede de Trujillo.

## Carrera política
Su carrera política se inicia en las elecciones regionales y municipales del año 2002, donde Núñez fue candidata a la alcaldía del distrito de Víctor Larco Herrera por Fuerza Democrática, sin embargo, no resultó elegida tras obtener el 7.74% de votos.
Fue miembro del partido Alianza para el Progreso desde marzo del 2005 hasta su renuncia en abril del 2007.
Para las elecciones generales del 2011, se unió al partido Solidaridad Nacional de Luis Castañeda Lossio y formó parte de la plancha presidencial junto con Augusto Ferrero Costa. También postuló al Congreso de la República en representación del departamento de La Libertad, donde finalmente no tuvo éxito en ambas candidaturas.

### Congresista de la República
A fines del año 2013, tras la destitución contra el congresista Michael Urtecho por el recorte de sueldo hacia sus trabajadores, Núñez fue convocada como congresista accesitaria y juró al cargo el 6 de enero del 2014 para completar el periodo parlamentario 2011-2016.
En el parlamento ejerció como secretaria de la Comisión de Inclusión Social. En 2014, Núñez decidió renunciar a Solidaridad Nacional tras discrepancias internas y se unió a la bancada Concertación Parlamentaria.
Intentó su reelección al Congreso de la República en las elecciones parlamentarias del 2016 por Peruanos por el Kambio
, sin embargo, no resultó reelegida. Tampoco tuvo éxito en su candidatura a la alcaldía de Trujillo en las elecciones municipales del 2018.

## Controversias
A mediados del 2013, se hizo público una denuncia contra Núñez por invasión de un terreno valorizado en 100 mil dólares en la zona La Encalada de la ciudad de Trujillo y posteriormente sería denunciada también por invasión de un terreno de más de mil metros cuadrados en Puerto Morín.